# Sphaeromopsis sarii
Sphaeromopsis sarii is een pissebed uit de familie Sphaeromatidae. De wetenschappelijke naam van de soort is voor het eerst geldig gepubliceerd in 2009 door Khalaji-Pirbalouty & Johann Wolfgang Wägele.